# Esoteric (album)
Esoteric è il quarto album in studio del gruppo melodic death metal svedese Skyfire, pubblicato nel 2009.

## Tracce
1. Deathlike Overture (Intro) – 1:26
2. Esoteric – 4:45
3. Rise and Decay – 6:11
4. Let the Old World Burn – 4:11
5. Darkness Descending – 7:09
6. Seclusion – 3:57
7. Misery's Supremacy – 7:10
8. Under a Pitch Black Sky – 4:52
9. Linger in Doubt – 5:19
10. The Legacy of the Defeated – 7:22
11. Within Reach (bonus track) – 3:36

## Formazione
- Joakim Karlsson – voce
- Martin Hanner – basso, tastiera
- Andreas Edlund – chitarra, tastiera
- Johan Reinholdz – chitarra
- Joakim Jonsson – batteria